# Palazzo Albicini
Palazzo Albicini è un edificio storico della città di Forlì. 
Una lapide ricorda una visita di Dante Alighieri, il quale, esule da Firenze, tra il 1307 ed il 1308, trovò rifugio alla corte di Scarpetta Ordelaffi. Secoli dopo anche Giosuè Carducci soggiornò nel palazzo, ospite dei Marchesi Albicini.

## Storia
Palazzo Albicini fu costruito tra il Quattrocento e il Cinquecento. L'edificio fu inizialmente proprietà degli Ordelaffi, potente famiglia di Forlì, fino ai primi decenni del quattrocento, quando trasferirono la propria abitazione nel Palazzo Comunale, spostando il baricentro della vita politica forlivese da piazza del Duomo al campo dell'Abate (attuale piazza Saffi).
Dal XVI secolo, l'attuale costruzione venne ristrutturata  dai marchesi Albicini, ad esempio, sull'area dove sorgeva la Caxa Granda degli Ordelaffi di cui, nella sua realizzazione, comprese gran parte degli alloggi, oppure Giuseppe Albicini, nel XVII secolo, ristrutturò l'edificio e le cappelle di famiglia.

## Descrizione
La costruzione è dotata di una facciata imponente ed austera, realizzata in laterizio e articolata secondo un lungo corpo orizzontale, cadenzato da 3 ordini di finestre. Tra il XVII ed il XVIII secolo le venne assegnata una linearità di un corpo unico, senza tuttavia modificarne l'impianto cinquecentesco.
Il palazzo conserva ancora un gran numero di dipinti che ne fanno uno dei posti più suggestivi di tutta la città. All'interno dell'edificio, sede dell'importante circolo ricreativo culturale della scranna, si possono ammirare diversi stucchi e dipinti di gusto barocco. Nel salone d'onore, sul soffitto, si può ammirare la notevole tela raffigurante "L'aurora che vola verso l'azzurro per portare al mondo la luce e la vita", dipinta dal pittore Carlo Cignani tra il 1672 ed il 1674.
In un'altra parte del salone possiamo ammirare il Carro del sole, opera del pittore marchigiano Francesco Mancini, il quale si formò a Forlì presso la bottega del Cignani.